# Eurolines

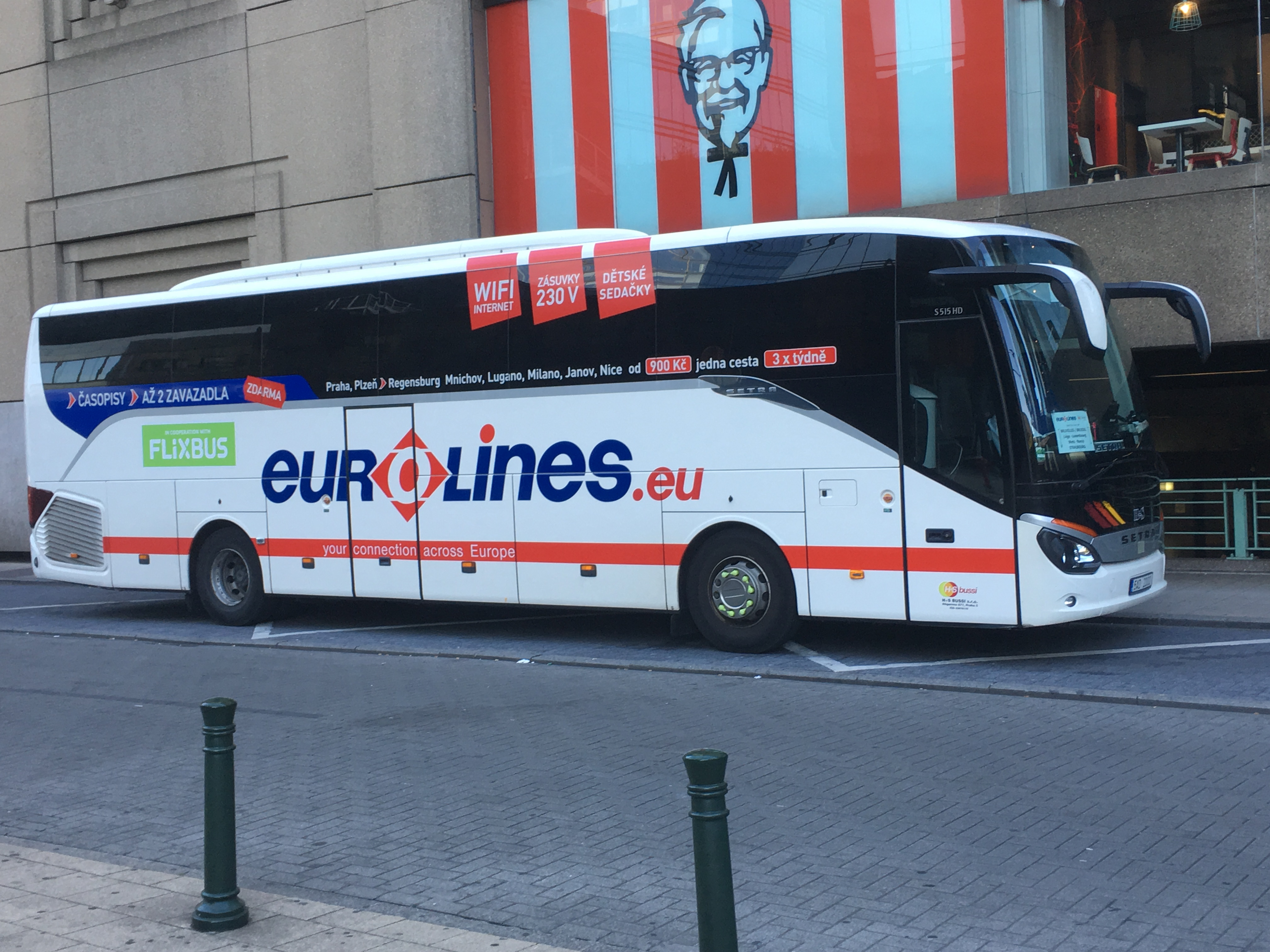
Автобус «Евролайнс» у Брюселі (Бельгія)

«Євролайнс» (англ. Eurolines) — об'єднання компаній, що здійснюють дальні пасажирські автобусні перевезення по всій Європі, а також у Марокко. Організація була утворена в 1985 році. Відтоді штаб-квартира «Євролайнс» розташована в Брюсселі.
Станом на 2006 рік в об'єднання входять 32 компанії. Всі вони працюють під єдиним брендом і дотримуються загальних стандартів якості та умов надання послуг.
Центри продажу квитків «Евролайнс» розташовуються зазвичай в центрі міст, поруч з автобусними і залізничними вокзалами. Там же зупиняються і самі автобуси.
Рухомий склад «Євролайнс» — сучасні автобуси міжміського (туристичного) класу з високим рівнем комфорту таких виробників: Setra, Mercedes-Benz, Irizar, Van Hool, Bova та інші.
У травні 2019 року «Transdev Eurolines» SA та «Isilines», які належали «Transdev Group», увійшли до складу німецького монополіста міжміських перевезень «Flixmobility», що включає всі види діяльності «Eurolines» на ринках Франції, Нідерландів, Бельгії, Іспанії та Чехії та приналежність бренду до місцевих перевізників у 25 країнах. У національному автобусному сполученні у Франції компанія працює під брендом «Isilines». Ринки «Eurolines» будуть контролюватися відповідними регіональними дирекціями «Flixmobility».

## Компанії групи Eurolines

### Нинішні компанії
- Alsa & Enatcar
  - ALSA Autotourisme Léman
    - Eurolines Suisse (з Eggmann Frey), кооперація з CityBusExpress
- Arriva
  - Autotrans
    - Eurolines Croatia
- Centrotrans-Eurolines (Eurolines Боснія, не Герцеговина)
- CTM Eurolines (Марокко)
- Globtour Gruppe
  - CroatiaBus
    - DTG (z. T.кооперація RegioJet з Comati PSG)
      - Touring Bohemia
      - Touring Croatia
        - Transdev Eurolines CZ (mit Transdev Eurolines)

      - Eurolines Deutschland
      - Eurolines Österreich
      - Touring Serbia
- Bus Éireann (Eurolines Ireland)
- Eggmann Frey
  - Eurolines Suisse (з ALSA Autotourisme Léman), кооперація з CityBusExpress
- KARAT-S (Eurolines Bulgaria)
- Kautra
  - Eurolines Litauen (з TOKS)
- Lasta (Eurolines Serbia)
- Transdev Eurolines SA (разом з Isilines) – викуплена Flixmobility
  - Transdev Eurolines CZ (з Touring Bohemia)
  - Eurolines Belgien
  - Eurolines Frankreich
  - Eurolines Italien
  - Eurolines Nederland
  - Eurolines Polska (спільно з Sindbad)
  - Eurolines Portugal
  - Eurolines România
  - Eurolines UK
  - Eurolines Peninsular SA und Viajes Eurolines SA
    - Eurolines Spanien
- TOKS
  - Eurolines Litauen (з Kautra)

### Колишні компанії Eurolines
- Blaguss
- Lux Express
- Slovak Lines
- VOLÁNBUSZ